# وولسی (آرکانزاس)
وولسی (به انگلیسی: Woolsey) یک منطقهٔ مسکونی در ایالات متحده آمریکا است که در شهرستان واشینگتن، آرکانزاس واقع شده‌است. وولسی ۴۱۵٫۱۴ متر بالاتر از سطح دریا واقع شده‌است.